# Jerzy Borkowski
Jerzy Borkowski (ur. 29 sierpnia 1957 w Lipnicy) – polski przedsiębiorca, poseł na Sejm VII kadencji.

## Życiorys
Uzyskał wykształcenie zasadnicze zawodowe (1975). Po odbyciu służby wojskowej pracował w Mostostalu w Będzinie. W latach 80. przez kilka lat prowadził firmę budowlaną na zasadzie ajencji. W 1990 został wspólnikiem Janusza Palikota, razem z nim współtworzył produkującą wina musujące firmę „Ambra”. Pięć lat później odszedł z tego przedsiębiorstwa i zajął się własną działalnością gospodarczą w Dąbrowie Górniczej. Pełnił także kierownicze funkcje w spółkach prawa handlowego i lokalnych stowarzyszeniach.
Od 2010 związany z organizacjami politycznymi inicjowanymi przez Janusza Palikota. W wyborach parlamentarnych w 2011 uzyskał mandat poselski, kandydując z 1. miejsca na liście Ruchu Palikota w okręgu sosnowieckim i otrzymując 20 292 głosy. W Sejmie VII kadencji był wiceprzewodniczącym Komisji Gospodarki. W 2013, w wyniku przekształcenia Ruchu Palikota, został działaczem partii Twój Ruch, w której objął przewodnictwo zarządu regionu w województwie śląskim. W wyborach samorządowych w 2014 z własnego komitetu kandydował na prezydenta Dąbrowy Górniczej, uzyskując 4% głosów i zajmując przedostatnie, 5. miejsce. W marcu 2015, po rozpadzie klubu poselskiego TR, znalazł się w kole Ruch Palikota. Pod koniec kadencji był jego przewodniczącym. W wyborach w 2015 nie uzyskał poselskiej reelekcji (otrzymał 11 089 głosów).